# Иржи Грошек
И́ржи Гро́шек — литературная маска, творческий псевдоним и мистификация, согласно которой Иржи Грошек является известным чешским писателем и кинематографистом.

## Биография
В первом романе Грошека приводится биография автора, согласно которой он родился в Праге в 1958 году. Учился в Карловом университете, с 1982 года работал осветителем на студии «Баррандов». В 1988 году получил приз жюри критиков на кинофестивале в Сан-Себастьяне за короткометражный фильм «Жизнь двенадцати брандмейстеров». В последующие годы Иржи Грошек сочетал учёбу с успешным ведением рекламного бизнеса, участвовал в ряде международных культурных проектов. Широкую литературную известность Грошек приобрел после выхода в 1998 году первого романа предполагаемой трилогии «Лёгкий завтрак в тени некрополя», который стал бестселлером в Чехии, а затем был переведён на другие (восемь) европейских языков (в том числе и на русский).
Появление этих данных повлекло за собой ряд статей, в которых критики и журналисты пытались донести читателю, кто есть автор на самом деле (совсем не чех, а петербуржец, 1960 года рождения, учился в начале 90-х в Литературном институте им. А. М. Горького, и тому подобное). Однако после выхода всей трилогии необходимость в подобных разоблачениях отпала, так как литературная интрига, связанная с Иржи Грошеком, была реализована на страницах романа.
Об авторе, скрывающемся под литературной маской Иржи Грошек, известно, что зовут его Игорь, и родился он действительно в 1958 году; женат (Владимирова А., указанная как переводчик романов чешского автора на русский язык), и имеет персидского кота.

## Критика
После выхода в свет «Лёгкого завтрака» и завязавшейся интриги возле чешского происхождения автора критики пытались обвинить Иржи Грошека в «паразитировании» на чешской литературе, на любви читателей к «знаменитой чешской иронии».